# Julián Fuks
Julián Miguel Barbero Fuks (São Paulo, 8 de novembro de 1981) é um escritor e crítico literário brasileiro. Em 2012, foi eleito pela revista Granta um dos vinte melhores jovens escritores brasileiros. Em 2016, ganhou o Prêmio Jabuti na categoria romance e foi segundo colocado do Prêmio Oceanos de Literatura em Língua Portuguesa com o livro A Resistência.
É graduado em Jornalismo, com mestrado em letras e doutorado em Teoria Literária e Literatura Comparada. Toda sua formação acadêmica foi realizada na Universidade de São Paulo (USP). O título de sua tese de doutorado foi História abstrata do romance. 
Em 2022, Julián lançou o livro Lembremos do Futuro, uma coletânea de trinta crônicas publicadas originalmente no site Ecoa, do portal UOL.

## Biografia
Provém patrilinearmente de judeus romenos de origem alemã que, fugindo dos cada vez mais frequentes pogroms e do antissemitismo generalizado, foram para a Argentina nos anos 20 e matrilinearmente de argentinos de procedência espanhola.

## Obras publicadas
- 2022 - Lembremos do futuro: Crônicas do tempo da morte do tempo (Companhia das Letras)
- 2019 - A ocupação (Companhia das Letras)
- 2015 - A resistência (Companhia das Letras) - ganhador do Prêmio Jabuti, Prêmio Literário José Saramago e finalista do Prêmio Oceanos
- 2012 - Procura do romance (Record)[6] - finalista do Prêmio Jabuti, do Prêmio Portugal Telecom e do Prêmio São Paulo de Literatura
- 2007 - Histórias de literatura e cegueira (Record) - finalista do Prêmio Jabuti e do Prêmio Portugal Telecom
- 2004 - Fragmentos de Alberto, Ulisses, Carolina e eu (7 Letras) - ganhador do Prêmio Nascente da USP[7]